# Conclave del 1740
Il conclave del 1740 venne convocato a seguito della morte del papa Clemente XII e si concluse con l'elezione del papa Benedetto XIV.

## Sei mesi di sede vacante
Papa Clemente XII morì il 6 febbraio 1740 alle 9,30 del mattino, lucido fino alla fine nonostante fosse cieco dal 1732 e quasi sempre costretto a letto. In conseguenza di ciò le redini del governo erano state affidate al cardinale Neri Maria Corsini, che non sempre fu all'altezza del compito, soprattutto per quanto riguarda i rapporti con le potenze europee. Il conclave che si aprì dopo la morte di Clemente XII fu il più lungo e tormentato del XVIII secolo, durando ben sei mesi. In totale parteciparono 54 cardinali su 68, di cui 4 morirono durante la sede vacante. 

### La contrapposizione tra le fazioni e lo svolgimento del conclave
Il 18 febbraio 1740 si aprì il conclave, preceduto dalla Messa di Santo Spirito celebrata dal Decano del Sacro Collegio, il cardinale Pietro Ottoboni. Al momento dell'apertura delle sedute di voto erano presenti 32 cardinali, che aumentarono a 51 alla fine del conclave. Durante le votazioni il gruppo dei cardinali francesi si alleò, per la prima volta, con quelli austriaci, mentre il blocco spagnolo attirò i cardinali di Napoli e della Toscana. Da qui la completa rimescolanza delle carte, con continui candidati proposti e bruciati. I porporati fedeli ai Borbone proposero il nome di Pompeo Aldrovandi, ma egli non riuscì a ottenere quei pochissimi voti che gli mancavano all'elezione. Il gruppo degli "zelanti" era guidato dai cardinali Tommaso Ruffo e Vincenzo Petra.
Il cardinale napoletano Niccolò del Giudice era, insieme a Sigismund von Kollonitz, il rappresentante degli interessi della corte imperiale. La Francia era rappresentata dal cardinal Pierre Guérin de Tencin, il quale, insieme al duca di Saint Agnan, ambasciatore del re di Francia, si tenne costantemente in contatto con il cardinale André-Hercule de Fleury, rimasto a Versailles, per tutta la durata del conclave. Nei primi giorni la candidatura che stava ricevendo più consensi era proprio quella del decano Pietro Ottoboni, che più volte arrivò vicino all'elezione. La sua morte repentina, avvenuta il 29 febbraio, pose fine alle speranze di avere un papa in tempi brevi e costrinse i suoi sostenitori a trovare un altro candidato. Il rappresentante della corona spagnola e della Napoli borbonica, il cardinale Troiano Acquaviva d'Aragona, si rifiutò di sostenere le intenzioni dei francesi e degli spagnoli e votò di propria iniziativa. Corsini propose uno dopo l'altro i suoi candidati, i cardinali Spinola, Porcia e Ruffo, nomi che non ottennero mai cospicui consensi. Ruffo era peraltro fortemente avversato dai francesi, che invece sostenevano Bartolomeo Massei, il quale era stato nunzio presso Luigi XV. Corsini propose allora il nome di Marcellino Corio, governatore di Roma, ma il mancato supporto del cardinale d'Aragona fece scemare anche questa candidatura.

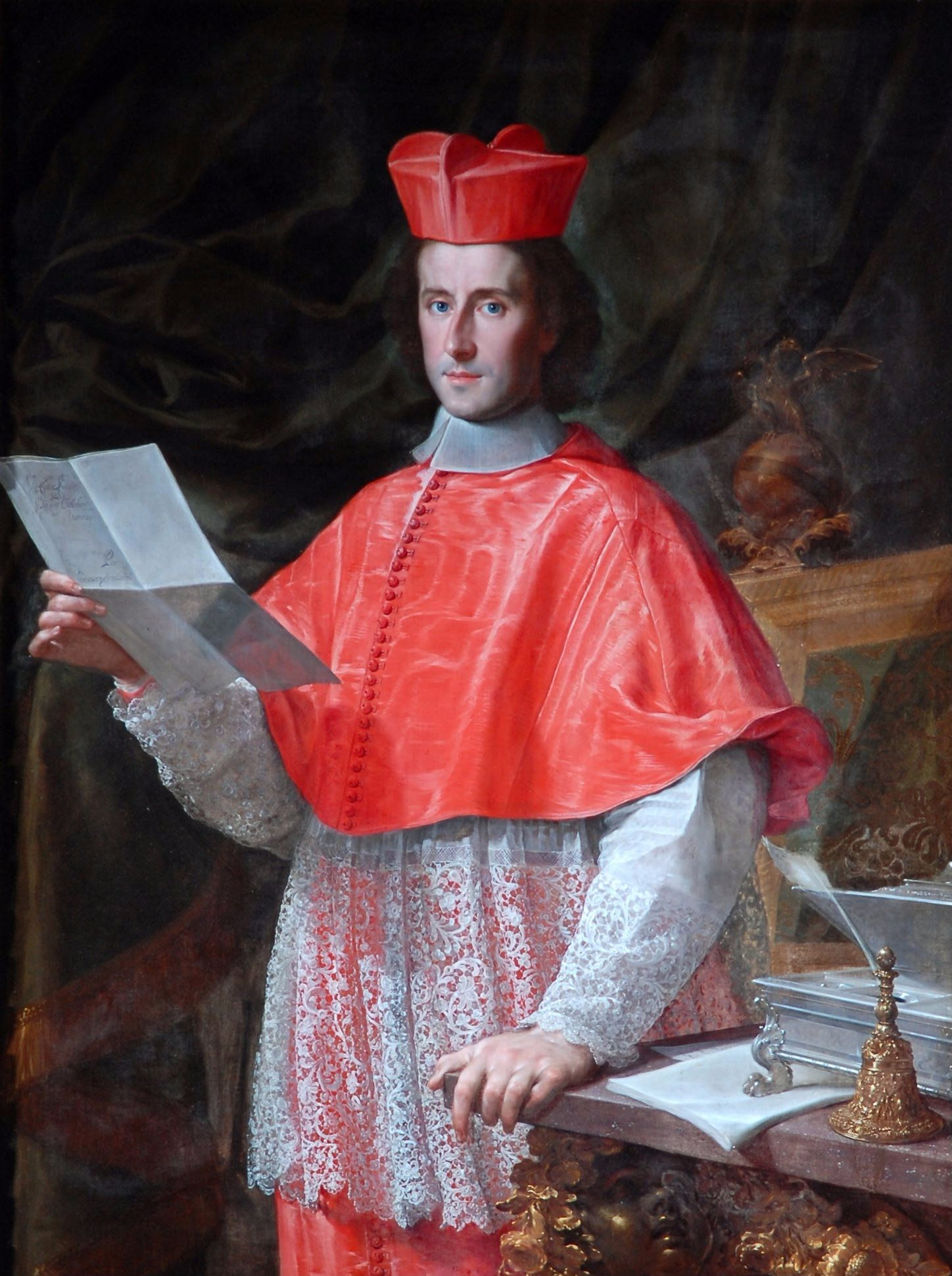
Il cardinale Pietro Ottoboni, Decano del Sacro Collegio, morì durante il conclave, spegnendo le speranze dei suoi sostenitori e di fatto aprendo una grave situazione di stallo che durò fino alla fine delle votazioni.

Il 5 marzo giunse l'arcivescovo di Bologna Prospero Lambertini. L'8 arrivarono Kollonitz, Mosca e Lanfredini. Il 23 entrò in conclave il francese Armand I de Rohan-Soubise, mentre il 27 giunse il suo connazionale Henri-Osvald de La Tour d'Auvergne. Il 18 aprile arrivò il cardinale Philipp Ludwig von Sinzendorf. Il 13 marzo era intanto morto il cardinale Giovanni Battista Altieri. 
La forte ostilità tra i cardinali Tencin e d'Aragona, rispettivi leader della fazione francese e spagnola, non contribuì a risolvere la situazione di stallo che si andava creando: marzo ed aprile erano trascorsi senza una valida candidatura alternativa. Alla fine di maggio erano in conclave 55 cardinali, di cui 44 italiani: 37 voti erano necessari per l'elezione, ma il cardinale Serafino Cenci morì il 24 giugno, mentre i cardinali Altieri e di Porcia lasciarono il conclave per motivi di salute, morendo poi nelle settimane successive. 
Intanto i giorni passavano infruttuosamente, con diversi nomi proposti e bruciati in successione, come il curiale Domenico Riviera che raggiunse 17 voti all'inizio di giugno. Attorno al 15 un accordo tra Acquaviva e Lambertini produsse il nome di Giuseppe Firrao, ben accetto anche da Albani e Tencin, il che lo avrebbe portato al raggiungimento virtuale del quorum per l'elezione, ma la fazione imperiale vi si oppose strenuamente, facendo così cadere anche questa candidatura. Tencin propose quindi il nome di Pietro Marcellino Corradini, ma la sua età avanzata, 82 anni, non ne faceva un serio candidato. Si trattava in realtà di uno stratagemma di Tencin per indurre d'Aragona a utilizzare il suo veto spagnolo. 
Il 1° di luglio un gruppo di 31 elettori, incluse entrambe le fazioni spagnola e francese, guidato da Corsini, si concentrò sul cardinale bolognese Pompeo Aldrovandi. Ma Albani, il Camerlengo, nemico personale di Corsini, formò un'altra fazione, con un pacchetto di 20 voti, per sostenere il cardinale Giacomo Lanfredini. I due schieramenti si combatterono strenuamente per quasi tutto il mese senza pervenire a niente di concreto e di fatto annullandosi a vicenda. Il cardinale Aldrovandi sembrava una valida alternativa e in breve le sue quotazioni salirono: l'11 agosto aveva raggiunto i 33 voti, ma non riuscì a guadagnare quell'unico voto che gli mancava per risultare eletto. Il 16 agosto Aldrovandi scrisse a Corsini, chiedendogli di astenersi dal considerare la sua candidatura ulteriormente.

### L'elezione di Lambertini
Quello stesso giorno il camerlengo Albani, constatato il concreto pericolo di una vittoria da parte di Corsini o Aldrovandi, si vide con Del Giudice, avanzando il nome di Lambertini, famoso canonista e letterato, ricevendone un responso positivo. Del Giudice si recò infatti da Rohan, ottenendo il suo assenso e il sostegno della sua fazione. Corsini fu consultato, ma rimase ostinatamente ostile a Lambertini. Tuttavia molti dei suoi alleati cominciavano a manifestare segni di cedimento e desideravano arrivare quanto prima all'elezione. Conscio della situazione e impossibilitato (o forse non determinato) a porre il veto a Lambertini, prese atto della nuova situazione e informò i suoi elettori. 
Nel frattempo Lambertini era stato raggiunto da Albani, Del Giudice e Rohan, rimanendo attonito alla notizia delle loro intenzioni e pensando che i tre si fossero in realtà sbagliati e che fosse un altro bolognese, Aldrovandi, e non lui, il destinatario di così grave messaggio. Finalmente si convinse quando giunse il potente Tencin a esporgli le loro intenzioni. Giunsero quindi tutti gli altri cardinali, i quali entrarono nella cella di Lambertini baciandogli la mano. La mattina del 17 agosto fu eletto papa all'unanimità: 50 voti all'accessus, con Lambertini che diede il suo voto ad Aldrovandi. È riportato che Lambertini, constatando la grave situazione di stallo creatasi all'interno del Sacro Collegio, con quella giovialità che sarà poi proverbiale del suo pontificato, abbia esclamato: "Volete un santo? eleggete Gotti. Volete un politico? eleggete Aldobrandini. Volete un uomo onesto? eleggete me". Scelse il nome di Benedetto XIV in omaggio al suo amico e patrocinatore Benedetto XIII e fu incoronato il 22 agosto.

## Lista dei partecipanti

### Presenti in conclave
| Nome                                             | Paese                     | Titolo                                                                         | Ruolo | Nascita    | Concistoro |
| ------------------------------------------------ | ------------------------- | ------------------------------------------------------------------------------ | --- | ---------- | ---------- |
| Pietro Ottoboni                                  | Repubblica di Venezia     | Cardinale vescovo di Ostia e Velletri;                                         | Decano del Collegio Cardinalizio; Governatore di Velletri; Arciprete della Basilica di San Giovanni in Laterano; Segretario della Congregazione della Romana e Universale Inquisizione; Vice-Cancelliere di Santa Romana Chiesa                                               | 02/07/1667 | 07/11/1689 |
| Tommaso Ruffo                                    | Regno di Napoli           | Cardinale vescovo di Porto e Santa Rufina                                      | Sottodecano del Collegio Cardinalizio | 15/09/1663 | 17/05/1706 |
| Annibale Albani                                  | Stato Pontificio          | Cardinale vescovo di Sabina; Cardinale presbitero in commendam di San Clemente | Camerlengo di Santa Romana Chiesa Arciprete della Basilica di San Pietro in Vaticano; Presidente della Fabbrica di San Pietro | 15/08/1682 | 23/11/1711 |
| Giovanni Battista Altieri                        | Stato Pontificio          | Cardinale vescovo di Palestrina                                                | Camerlengo emerito del Collegio Cardinalizio | 03/08/1673 | 11/09/1724 |
| Lodovico Pico della Mirandola                    | Ducato di Modena e Reggio | Cardinale vescovo di Albano                                                    | Prefetto della Congregazione sopra la correzione dei libri della Chiesa orientale; Prefetto della Congregazione per le indulgenze e le sacre reliquie; Arciprete della Basilica Liberiana di Santa Maria Maggiore                                                             | 09/12/1668 | 18/05/1712 |
| Pietro Marcellino Corradini                      | Stato Pontificio          | Cardinale vescovo di Frascati                                                  | Pro-Datario emerito di Sua Santità | 02/06/1658 | 18/05/1712 |
| Armand-Gaston-Maximilien de Rohan-Soubise        | Regno di Francia          | Cardinale presbitero della Santissima Trinità al Monte Pincio                  | Principe-vescovo di Strasburgo; Grande elemosiniere di Francia; Abate commendatario di Chaise-Dieu | 26/06/1674 | 18/05/1712 |
| Carlo Maria Marini                               | Repubblica di Genova      | Cardinale diacono di Sant'Agata alla Suburra                                   | Prefetto della Congregazione dei Riti; Legato apostolico di Romagna; | 13/03/1667 | 29/05/1715 |
| Luis Antonio Belluga y Moncada                   | Regno di Spagna           | Cardinale presbitero di Santa Prassede                                         | Vescovo emerito di Cartagena | 30/11/1662 | 29/11/1719 |
| Vincenzo Petra                                   | Regno di Napoli           | Cardinale presbitero di San Pietro in Vincoli                                  | Prefetto della Congregazione di Propaganda Fide; Penitenziere Maggiore | 13/11/1662 | 20/11/1724 |
| Niccolò Coscia                                   | Regno di Napoli           | Cardinale presbitero pro hac vice di Santa Maria in Domnica                    | Prefetto della Congregazione di Avignone | 25/01/1682 | 11/06/1725 |
| Niccolò del Giudice                              | Regno di Napoli           | Cardinale diacono di Santa Maria ad Martyres                                   | Prefetto del Palazzo Apostolico | 16/06/1660 | 11/06/1725 |
| Angelo Maria Querini                             | Repubblica di Venezia     | Cardinale presbitero in commendam di San Marco                                 | Vescovo di Brescia; Archivista di Santa Romana Chiesa; Bibliotecario di Santa Romana Chiesa | 30/03/1680 | 09/12/1726 |
| Francesco Antonio Finy                           | Regno di Napoli           | Cardinale presbitero di Santa Maria in Trastevere                              | | 06/05/1669 | 09/12/1726 |
| Prospero Lambertini                              | Stato Pontificio          | Cardinale presbitero di Santa Croce in Gerusalemme                             | Arcivescovo metropolita di Bologna | 31/03/1675 | 09/12/1726 |
| Francesco Scipione Maria Borghese                | Stato Pontificio          | Cardinale presbitero di San Silvestro in Capite                                | | 20/05/1697 | 06/07/1729 |
| Niccolò Maria Lercari                            | Repubblica di Genova      | Cardinale presbitero dei Santi Giovanni e Paolo                                | Vice-Legato di Avignone | 09/11/1675 | 09/12/1726 |
| Sigismund von Kollonitz                          | Sacro Romano Impero       | Cardinale presbitero dei Santi Marcellino e Pietro                             | Arcivescovo metropolita di Vienna | 28/05/1676 | 26/11/1727 |
| Philipp Ludwig von Sinzendorf                    | Sacro Romano Impero       | Cardinale presbitero di Santa Maria sopra Minerva                              | Vescovo di Breslavia | 14/07/1699 | 26/11/1727 |
| Vincenzo Ludovico Gotti                          | Stato Pontificio          | Cardinale presbitero di San Sisto                                              | | 05/09/1664 | 30/04/1728 |
| Leandro di Porcia                                | Repubblica di Venezia     | Cardinale presbitero di San Callisto                                           | Prefetto della Congregazione dell'Indice dei Libri Proibiti | 22/12/1673 | 30/04/1728 |
| Pier Luigi Carafa                                | Regno di Napoli           | Cardinale presbitero di Santa Prisca                                           | | 04/07/1677 | 20/09/1728 |
| Giuseppe Accoramboni                             | Stato Pontificio          | Cardinale presbitero di Santa Maria in Traspontina                             | Arcivescovo emerito di Imola | 24/09/1672 | 20/09/1728 |
| Giuseppe Spinelli                                | Regno di Napoli           | Cardinale presbitero di Santa Pudenziana                                       | Arcivescovo metropolita di Napoli | 01/02/1694 | 17/01/1735 |
| Camillo Cybo                                     | Ducato di Massa e Carrara | Cardinale presbitero di Santa Maria del Popolo                                 | | 25/04/1681 | 23/03/1729 |
| Carlo della Torre Rezzonico                      | Repubblica di Venezia     | Cardinale diacono di San Nicola in Carcere                                     | Abate commendatario di Summaga | 07/03/1693 | 20/12/1737 |
| Carlo Vincenzo Maria Ferrero Thaon               | Regno di Sardegna         | Cardinale presbitero di Santa Maria in Via                                     | Vescovo di Vercelli | 11/04/1682 | 23/12/1729 |
| Bartolomeo Massei                                | Granducato di Toscana     | Cardinale presbitero di Sant'Agostino                                          | Vescovo di Ancona e Numana | 02/01/1663 | 02/10/1730 |
| Alessandro Albani                                | Stato Pontificio          | Cardinale diacono in commendam di Santa Maria in Cosmedin                      | Abate commendatario di Nonantola; Prefetto della Congregazione delle Acque; Cardinale protodiacono | 15/10/1692 | 16/07/1721 |
| Carlo Maria Sacripante                           | Stato Pontificio          | Cardinale diacono di Santa Maria in Aquiro                                     | Tesoriere generale emerito della Camera Apostolica | 01/09/1689 | 30/09/1739 |
| Bartolomeo Ruspoli                               | Stato Pontificio          | Cardinale diacono dei Santi Cosma e Damiano                                    | Gran Priore di Roma del Sovrano Militare Ordine di Malta | 25/10/1697 | 02/10/1730 |
| Vincenzo Bichi                                   | Granducato di Toscana     | Cardinale presbitero di San Lorenzo in Panisperna                              | Camerlengo del Collegio Cardinalizio | 02/02/1668 | 24/09/1731 |
| Giuseppe Firrao                                  | Regno di Napoli           | Cardinale presbitero di San Tommaso in Parione                                 | Cardinale Segretario di Stato di Sua Santità; Prefetto della Congregazione della Sacra Consulta; Cardinale protettore della Pontificia Accademia Ecclesiastica; Prefetto del Supremo Tribunale della Segnatura di Grazia; Prefetto della Congregazione dei vescovi e regolari | 12/07/1670 | 24/09/1731 |
| Neri Maria Corsini                               | Granducato di Toscana     | Cardinale diacono di Sant'Eustachio                                            | Prefetto del Supremo Tribunale della Segnatura Apostolica; Segretario dei Memoriali | 19/05/1685 | 14/08/1730 |
| Antonio Saverio Gentili                          | Stato Pontificio          | Cardinale presbitero di Santo Stefano al Monte Celio                           | Datario di Sua Santità; Prefetto della Congregazione del Concilio | 09/02/1681 | 24/09/1731 |
| Troiano Acquaviva d'Aragona                      | Regno di Napoli           | Cardinale presbitero di Santa Cecilia                                          | Arcivescovo metropolita di Monreale | 24/01/1696 | 01/10/1732 |
| Domenico Riviera                                 | Stato Pontificio          | Cardinale presbitero dei Santi Quirico e Giulitta                              | Prefetto della Congregazione dei Confini; Prefetto della Congregazione del Buon Governo | 03/12/1671 | 02/03/1733 |
| Marcello Passari                                 | Regno di Napoli           | Cardinale presbitero di Santa Maria in Ara Coeli                               | Reggente emerito della Penitenzieria Apostolica | 07/06/1678 | 28/09/1733 |
| Giovanni Battista Spinola                        | Repubblica di Genova      | Cardinale diacono di San Cesareo in Palatio                                    | Abate commendatario di Subiaco; Legato apostolico di Bologna | 06/07/1681 | 28/09/1733 |
| Domenico Silvio Passionei                        | Stato Pontificio          | Cardinale presbitero in commendam di San Bernardo alle Terme Diocleziane       | Segretario dei Brevi Apostolici | 02/12/1682 | 23/06/1738 |
| Serafino Cenci                                   | Stato Pontificio          | Cardinale presbitero di Sant'Agnese fuori le mura                              | Arcivescovo metropolita di Benevento | 20/05/1676 | 24/03/1734 |
| Pompeo Aldrovandi                                | Stato Pontificio          | Cardinale presbitero di Sant'Eusebio                                           | Vescovo di Montefiascone e Corneto | 23/09/1668 | 24/03/1734 |
| Pietro Maria Pieri O.S.M.                        | Granducato di Toscana     | Cardinale presbitero di San Giovanni a Porta Latina                            | Priore generale emerito dell'Ordine dei Servi di Maria | 01/10/1676 | 24/03/1734 |
| Agapito Mosca                                    | Stato Pontificio          | Cardinale diacono di San Giorgio in Velabro                                    | Legato apostolico di Ferrara | 28/04/1678 | 01/10/1732 |
| Thomas Philip Wallrad d'Alsace-Boussut de Chimay | Paesi Bassi austriaci     | Cardinale presbitero di Santa Balbina                                          | Arcivescovo metropolita di Malines | 12/11/1679 | 29/11/1719 |
| Giovanni Antonio Guadagni                        | Granducato di Toscana     | Cardinale presbitero dei Santi Silvestro e Martino ai Monti                    | Vicario generale di Sua Santità per la Diocesi di Roma; Prefetto della Congregazione della Disciplina dei Regolari; Prefetto della Congregazione per la Residenza dei Vescovi                                                                                                 | 14/09/1674 | 24/09/1731 |
| Henri-Osvald de La Tour d'Auvergne               | Regno di Francia          | Cardinale presbitero                                                           | Arcivescovo metropolita di Vienne; Abate commendatario di Cluny; Abate commendatario di Saint-Sauveur de Redon | 05/11/1671 | 20/12/1737 |
| Raniero d'Elci                                   | Granducato di Toscana     | Cardinale presbitero in commendam di Santa Sabina                              | Arcivescovo di Ferrara | 07/03/1670 | 20/12/1737 |
| Silvio Valenti Gonzaga                           | Ducato di Mantova         | Cardinale presbitero di Santa Prisca                                           | Archimandrita del Santissimo Salvatore; Legato apostolico di Bologna | 01/03/1690 | 19/12/1738 |
| Carlo Gaetano Stampa                             | Ducato di Milano          | Cardinale presbitero dei Santi Bonifacio e Alessio                             | Arcivescovo metropolita di Milano | 01/11/1667 | 23/02/1739 |
| Pierre-Paul Guérin de Tencin                     | Regno di Francia          | Cardinale presbitero dei Santi Nereo e Achilleo                                | Arcivescovo metropolita di Embrun; Abate commendatario di Vézelay | 22/08/1680 | 23/02/1739 |
| Marcellino Corio                                 | Ducato di Milano          | Cardinale diacono di Sant’Adriano al Foro                                      | Vice-Camerlengo emerito della Camera Apostolica | 06/09/1664 | 15/07/1739 |
| Prospero Colonna                                 | Stato Pontificio          | Cardinale diacono di Sant’Angelo in Pescheria                                  | | 17/11/1672 | 30/09/1739 |
| Giacomo Lanfredini                               | Granducato di Toscana     | Cardinale diacono di Santa Maria in Portico Campitelli                         | Vescovo di Osimo e Cingoli; Prefetto della Congregazione dell'immunità ecclesiastica | 26/10/1680 | 24/03/1734 |

### Assenti in conclave
| Nome                               | Paese                          | Titolo                                                           | Ruolo | Nascita    | Concistoro |
| ---------------------------------- | ------------------------------ | ---------------------------------------------------------------- | --- | ---------- | ---------- |
| Nuno da Cunha e Ataide             | Regno del Portogallo           | Cardinale presbitero di Sant’Anastasia                           | Inquisitore generale del Portogallo                                                                                                 | 08/12/1664 | 18/05/1712 |
| Jan Aleksander Lipski              | Confederazione polacco-lituana | Cardinale presbitero                                             | Arcivescovo metropolita di Cracovia                                                                                                 | 15/06/1690 | 20/12/1737 |
| Damian Hugo von Schönborn-Buchheim | Sacro Romano Impero            | Cardinale presbitero di Santa Maria della Pace                   | Principe-vescovo di Spira; Principe-prevosto di Weißenburg                                                                          | 19/09/1676 | 30/01/1713 |
| Gaspar de Molina y Oviedo          | Regno di Spagna                | Cardinale presbitero                                             | Vescovo di Malaga | 06/01/1679 | 20/12/1737 |
| Melchior de Polignac               | Regno di Francia               | Cardinale presbitero di Santa Maria degli Angeli                 | Abate commendatario di Saint-Pierre de Corbie; Arcivescovo metropolita di Auch                                                      | 11/10/1661 | 18/05/1712 |
| João da Motta e Silva              | Regno del Portogallo           | Cardinale presbitero                                             | Primo ministro del Regno del Portogallo                                                                                             | 14/08/1685 | 26/11/1727 |
| André-Hercule de Fleury            | Regno di Francia               | Cardinale presbitero                                             | Abate commendatario di Saint-Philibert de Tournus; Abate commendatario di Saint-Étienne de Caen; Capo-Ministro del Regno di Francia | 22/06/1653 | 11/09/1726 |
| Joseph Dominick von Lamberg        | Sacro Romano Impero            | Cardinale presbitero di San Pietro in Montorio                   | Principe-vescovo di Passavia | 08/07/1680 | 20/12/1737 |
| Tomás de Almeida                   | Regno del Portogallo           | Cardinale presbitero                                             | Patriarca di Lisbona | 05/10/1670 | 20/12/1737 |
| Léon Potier de Gesvres             | Regno di Francia               | Cardinale presbitero (non si recò a Roma per ricevere il titolo) | Abate commendatario di Saint-Géraud d'Aurillac; Abate commendatario di Saint-Remi de Reims                                          | 16/08/1656 | 29/11/1719 |
| Luigi Antonio di Borbone           | Regno di Spagna                | Cardinale diacono di Santa Maria della Scala                     | Amministratore apostolico di Toledo                                                                                                 | 25/07/1727 | 17/12/1735 |
| Lorenzo Altieri                    | Stato Pontificio               | Cardinale diacono di Santa Maria in Via Lata                     | | 10/06/1671 | 13/11/1690 |
| Benedetto Erba Odescalchi          | Ducato di Milano               | Cardinale presbitero dei Santi XII Apostoli                      | | 07/08/1679 | 30/01/1713 |
| Giulio Alberoni                    | Ducato di Parma e Piacenza     | Cardinale presbitero di San Crisogono                            | | 30/05/1664 | 12/07/1717 |